# ماثيو برايزا
ماثيو بريزا جيمس (بالإنجليزية: ماثيو برايزا)‏ ولد في 16 فبراير 1964 دبلوماسي السابق للولايات المتحدة. كانت وظيفته الأخيرة في الخدمة الخارجية سفير الولايات المتحدة لدى أذربيجان.

## دراسته
بريزا تخرج من جامعة ستانفورد مع درجة البكالوريوس في العلاقات الدولية وحصل على درجة الماجستير في القانون والدبلوماسية من كلية فليتشر للقانون والدبلوماسية في جامعة تافتس في عام 1988. [1]

## بداية الخدمة الخارجية

### عمله في السلك الدبلوماسي الخارجي
انضم بريزا للسلك الدبلوماسي الخارجية للولايات المتحدة في أغسطس 1988. عمل في بولندا في الفترة 1989-1991 في القنصلية الأمريكية في مدينة بوزنان وسفارة الولايات المتحدة في وارسو، حيث كان بإصلاح الأجهزة الأمنية في بولندا، والسياسة الإقليمية. من عام 1991 وحتى عام 1995، كان يعمل في الشؤون الأوروبية والروسية في وزارة الخارجية. خدم بريزا في السفارة الأميركية في موسكو خلال الفترة 1995-1997، أولا كمساعد خاص للسفير توماس بيكرينغ ثم كضابط سياسي مكلف بمجلس الدوما الروسي، الحزب الشيوعي لروسيا الاتحادية، وجمهورية داغستان في شمال القوقاز . [1] [2] من عام 1997 حتى عام 1998، كان المستشار الخاص للسفير ريتشارد مورنينغستار وتنسيق برامج المساعدة للحكومة الولايات المتحدة بشأن الإصلاحات الاقتصادية في القوقاز وآسيا الوسطى. بدءا من يوليو 1998 شغل منصب نائب مستشار خاص للرئيس ووزيرة الخارجية في حوض بحر قزوين للطاقة بجهود دبلوماسية وتنسيق الجهود المشتركة بين الوكالات حكومة الولايات المتحدة لتطوير شبكة من خطوط أنابيب النفط والغاز في منطقة بحر قزوين. [1]

### الشؤون الأوروبية والأوراسية
في أبريل 2001، انضم لمجلس الأمن القومي مديرا لأوروبا وأوراسيا، مع مسؤولية تنسيق سياسة الولايات المتحدة في تركيا، اليونان، قبرص، القوقاز، آسيا الوسطى، والطاقة في منطقة بحر قزوين. في يونيو 2005، تولى مهام نائب مساعد وزير الخارجية للشؤون الأوروبية والأوراسية. وكان مسؤولا عن الإشراف على السياسة العامة وإدارة العلاقات مع دول القوقاز وجنوب أوروبا. كما قاد جهود الولايات المتحدة لدفع التسوية السلمية للنزاعات انفصالية ناغورنو كاراباخ، أبخازيا وأوسيتيا الجنوبية. بالإضافة إلى ذلك، قام بتنسيق سياسة الطاقة الأمريكية في المناطق المحيطة البحر الأسود وبحر قزوين، وعمل مع الدول الأوروبية على قضايا التسامح والاندماج الاجتماعي، والإسلام. [1]

في أغسطس 2009، اللجنة الوطنية الأرمنية الأمريكية (ANCA) رئيس كين هاتشكين بعث برسالة إلى وزيرة الخارجية هيلاري كلينتون تحدد مخاوف المجتمع الأمريكي الأرمني بشأن ما أسماه الأخير «تصريحات منحازة لبريزا» المشارك في مجموعة مينسك المكلفة بالمساعدة على التفاوض على تسوية للنزاع ناغورنو كاراباخ. [3]

### تعيين سفيرا لدى أذربيجان
في مايو 2010، عين من طرف البيت الأبيض سفيرا الولايات المتحدة لدى أذربيجان. [4] في 21 أيلول 2010، وافقت لجنة العلاقات الخارجية في مجلس الشيوخ على توليه المنصب. في SFRC بنداء الأسماء التصويت، أعضاء مجلس الشيوخ الديمقراطي روبرت مينينديز من ولاية نيو جيرسي وباربرا بوكسر من كاليفورنيا الذين هم أعضاء تجمع الأرمن حاولوا منع التصويت ترشيح ضد تعيين بريزا سفيرا. يوم 29 ديسمبر، تم تأكيد تعيينه في 2010 من قبل الرئيس أوباما في البيت الأبيض، [5] [6] شغل منصب سفير لدى أذربيجان ابتداء من فبراير 2011.
في يناير 2012 غادر بريزا منصبه والسلك الدبلوماسي بتحريض من مجلس الشيوخ لم يؤكد ترشيحه بسبب معارضة من قبل جماعات الضغط الأرمنية الأمريكية [7] الذي يزعم علاقاته مع الحكومة الأذربيجانية. وصفت صحيفة واشنطن بوست في تحريرها فريد هيات بأنه
```
«مثالا حيا لكيفية المصلحة الوطنية الأمريكية أكبر يمكن أن تقع ضحية لمناورات المصالح الخاصة والتسوية السياسية». [8]
```

### آخر الخدمة الخارجية
بريزا يعمل مستشارا للأعمال التجارية والتنمية الديمقراطية، وعضو مجلس إدارة العديد من الشركات الخاصة في تركيا. [9] في يونيو 2012، تم تعيين بريزا عضو مجلس إدارة تركاس للبترول، إحدى الشركات التابعة لشركة النفط الوطنية الاذربيجانية. [10]

## الجوائز
منحت جائزة الشباب الخريجون في عام 2004 فليتشر ، و وسام الصوف الذهبي من جورجيا في عام 2009، و وسام الصليب تيرا ماريانا، الدرجة الرابعة، من جمهورية استونيا في عام 2010. [13]

## الحياة الخاصة
انتهى زواجه الأول بالطلاق. في 23 أغسطس 2007، تزوج زينو باران فكان له منها ابنة. وهو يعيش مع عائلته في إسطنبول، تركيا. [14]

يتقن بريزا بطلاقة باللغة البولندية والروسية، وأيضا يتحدث الألمانية والإسبانية، و اللغة الأذرية. [15]